# Спивак, Марина Львовна
Мари́на Льво́вна Спива́к (род. 17 июля 1955, Ленинград) — советский и российский скульптор и художник.

## Биография
Родилась в семье скульптора Льва Сморгона. Окончила скульптурное отделение ЛХУ имени В. А. Серова (1977). Скульптор, работает с камнем и металлом, над многими проектами совместно со своим супругом, скульптором Александром Позиным. Работает в области книги художника. С 1985 г. член ЛОСХ (СПб Союза художников). С 1987 г. участник творческого объединения «Деревня художников — Коломяги-Озерки-Шувалово». С 1977 г. является участником многих выставок, симпозиумов и скульптурных проектов в России и за рубежом (более шестидесяти). Работала на художественно-экологическом проекте «Все за одну землю» (1990, Сан-Франциско); на скульптурном отделении Политехнического колледжа (Бирмингем); в Париже у Сержа Плантере.
Один из участников группового проекта в формате книги художника — Город как субъективность художника, для которого она сделала композицию «Город — Сеть» (2019).
Живёт и работает в Санкт-Петербурге. В 2014 году её дом-мастерская в Коломягах серьёзно пострадал от пожара.

## Музейные коллекции

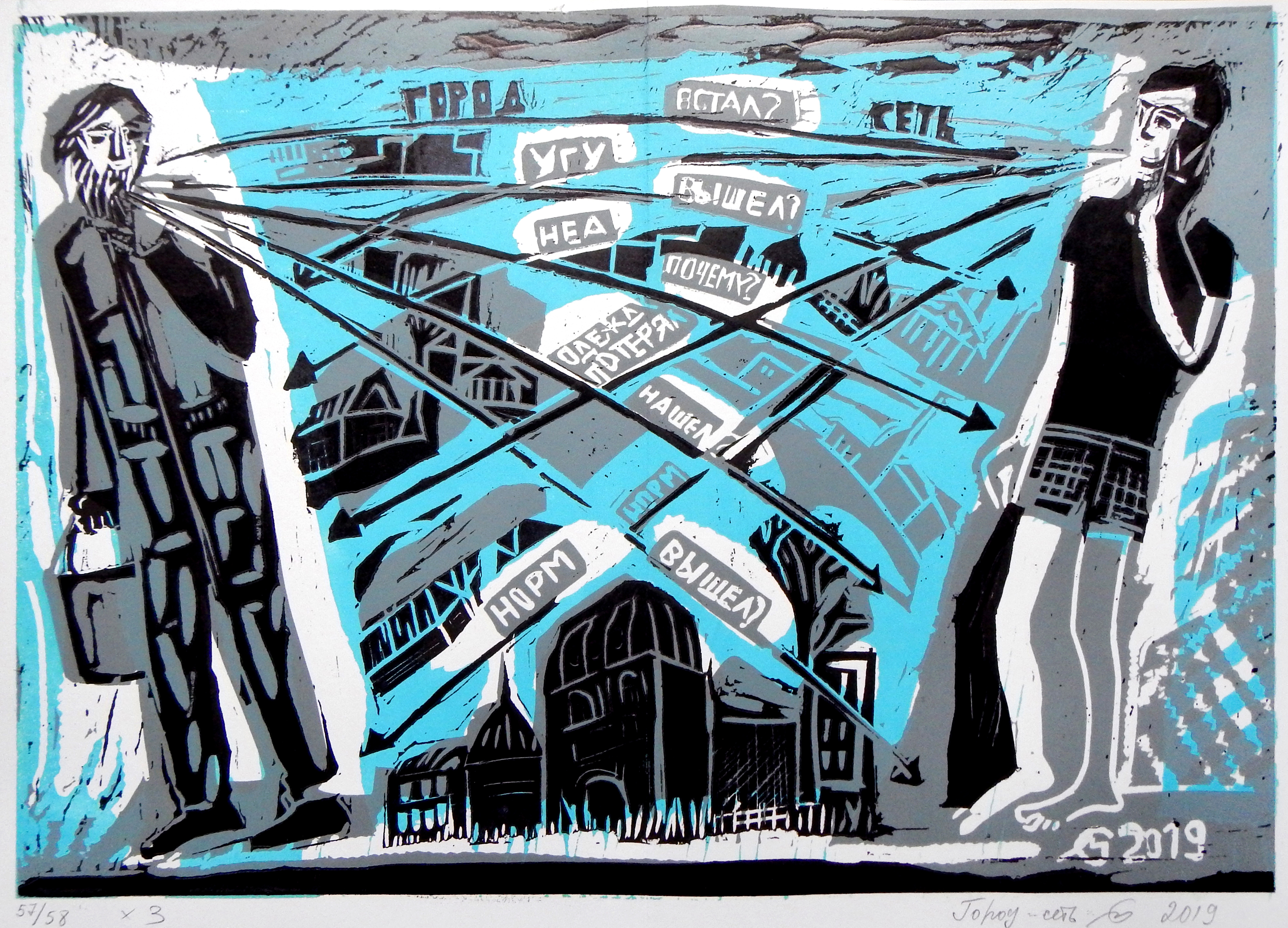
Город—Сеть (для проекта Город как субъективность художника). 2019, 42 х 59,4 см, б., цв. линогравюра

- Научная библиотека Эрмитажа. Сектор редких книг и рукописей[14];
- Государственный Русский музей. Отдел скульптуры (Санкт-Петербург);
- Музей современного искусства «Гараж». Коллекция книги художника. (Москва);
- Музей искусства Санкт-Петербурга ХХ-XXI веков ЦВЗ Манеж. (Санкт-Петербург)[15].
- Музей Анны Ахматовой в Фонтанном доме. (Санкт-Петербург).
- Фонд Министерства Культуры (Москва);
- Ярославский государственный художественный музей (Ярославль);
- Британская библиотека. (Лондон);
- Музей ван Аббе. (Эйндховен, Нидерланды)
- Библиотека детской книги мадам Левек (Париж);
- Музей игр и карт Исси-ле-Мулино (Исси-ле-Мулино);
- Национальная библиотека Франции (Париж);
- М.А.D. Gallery (Пфорцхайм).